# Na gorąco
Na gorąco – amerykańsko-kanadyjski film fabularny z 2007 roku w reżyserii Briana De Palmy. Film został zrealizowany w Jordanii.

## Opis
Film oparty na faktach, złożony z fragmentów wiadomości telewizyjnych, materiałów filmowych, filmików z YouTube oraz wideobloga, przedstawia historię żołnierzy walczących w Iraku.

## Obsada
- Ty Jones jako Jim Sweet
- Kel O’Neill jako Gabe Blix
- Daniel Stewart Sherman jako B.B. Rush
- Izzy Diaz jako Angel Salazar
- Rob Devaney jako adwokat McCoy
- Patrick Carroll jako Reno Flake
- Mike Figueroa jako sierżant Jim Vazques

i inni

## Ciekawostki
Magnolia Films zażądała od Briana De Palmy zamazania twarzy zmarłych Irakijczyków, których zdjęcia przedstawiono na końcu filmu. Wytwórnia chciała uniknąć procesów, które rodziny ofiar mogłyby wytoczyć twórcom filmu.
Film został sfinansowany przez Marca Cubana, współproducenta filmu i właściciela koszykarskiej drużyny występującej w NBA, Dallas Mavericks.

## Nagrody i nominacje
64. MFF w Wenecji (2007)
- Future Film Festival Digital Award dla Briana De Palmy
- Srebrny Lew dla najlepszego reżysera dla Briana De Palmy
  - udział w konkursie głównym

Złote Szpule (2008)
- nominacja za najlepszy montaż dźwięku w filmie zagranicznym – dialogi, technika ADR, efekty i imitacje dźwiękowe